# Brejinho das Ametistas
Brejinho das Ametistas é o distrito situado ao sul da cidade de Caetité, antigo centro minerador de ametista, e terra natal do cantor Waldick Soriano.
Com a economia gravitando em torno da atividade mineradora, o distrito rural situa-se a 27 quilômetros da sede municipal. Muitas vezes envolvida em disputas, a exploração de ametista promove súbitas riquezas ao sabor do resultado das lavras.
A mina mais importante, ali, é chamada de Paraguai, que era administrada no século XX pelo preposto de uma firma alemã, Kurt Walter Dreher. Ali, em 2001, ocorreu um grave conflito, que envolveu o detentor de escrituras das terras, Durval Fernandes, a Cooperativa de Garimpo e particulares, como membros da família Soriano.
No território do distrito está a fonte de água que abastece a zona urbana caetiteense, nas fontes de Moita dos Porcos e da Passagem da Pedra. Na região da Moita dos Porcos ficam importantes sítios arqueológicos, dentre as quais a Gruta das Vargens, que contém um trabalho primitivo único pela grandiosidade e ineditismo das inscrições, em baixo-relevo.